# Hassan Chani
Hassan Chani (arabisch حسن تشاني, DMG Ḥasan Tašānī; * 5. Mai 1988) ist ein gesperrter bahrainischer Langstreckenläufer marokkanischer Herkunft, der seit 2014 für Bahrain startberechtigt ist.

## Sportliche Laufbahn
Erste internationale Erfahrungen sammelte Hassan Chani bei den Crosslauf-Weltmeisterschaften 2015 in Guiyang, bei denen er den 20. Rang belegte. Anfang Oktober gewann er bei den Militärweltspielen im südkoreanischen Mungyeong die Bronzemedaille im 10.000-Meter-Lauf. Über diese Distanz qualifizierte er sich im Jahr darauf für die Olympischen Spiele in Rio de Janeiro, bei denen er seinen Lauf aber nicht beenden konnte.
2017 kam Chani bei den Crosslauf-Weltmeisterschaften in Kampala auf den 33. Platz. Im Marathon qualifizierte er sich für die Weltmeisterschaften in London, bei denen er in 2:22:19 h zunächst auf Rang 50 lief. Bei den Halbmarathons in Casablanca und El Aaiún wurde er jeweils Zweiter. Seine Ergebnisse bei den Weltmeisterschaften und im Halbmarathon wurden später wg. Dopings annulliert.
2018 nahm er an den Asienspielen in Jakarta teil und siegte dort in 28:25,54 min zunächst vor seinem Landsmann Abraham Cheroben über 10.000 Meter. Der Sieg, wie auch alle anderen Ergebnisse aus 2018, wurden später wegen Dopings aberkannt.
2019 gewann Chani zunächst hinter Landsmann Dawit Fikadu in 28:31,30 min die Silbermedaille bei den Asienmeisterschaften in Doha. Zuvor erreichte er zunächst bei den Crosslauf-Weltmeisterschaften in Aarhus nach 33:38 min Rang 33. Über 10.000 Meter nahm er auch an den Weltmeisterschaften in Doha teil, konnte dort aber sein Rennen nicht beenden. Alle Ergebnisse aus 2019 wurden wegen Dopings gestrichen.

### Doping
Im März 2020 wurde Chani wegen des Verdachts auf Doping von der Athletics Integrity Unit (AIU) suspendiert. Mitte September sperrte ihn der Leichtathletikweltverband World Athletics auf Grund von Abweichungen in seinem biologischen Pass ab dem 16. März 2020 für vier Jahre bis zum 17. März 2024 und annullierte seine Ergebnisse rückwirkend ab dem 3. August 2017.

## Persönliche Bestleistungen
(Stand: 24. November 2020)
- 5000 Meter: 13:28,67 min, 19. Juni 2015 in Carquefou
- 10.000 Meter: 27:56,48 min, 13. Mai 2016 in Herzogenaurach
- 10-km Straßenlauf: 28:21 min, 10. März 2013 in Taroudant
- Halbmarathon: 1:02:20 h, 21. Mai 2017 in Casablanca
- Marathon: 2:14:58 h, 9. April 2017 in Paris